# Schizosaccharomyces
Schizosaccharomyces é um género de leveduras de fissão. É o único género na família Schizosaccharomycetaceae, a única família da ordem Schizosaccharomycetales, que é a única ordem na classe Schizosaccharomycetes do filo Ascomycota. 
A espécie mais bem estudada é S. pombe.  Tal como a distantemente aparentada Saccharomyces cerevisiae, S. pombe é um organismo modelo importante no estudo da biologia das células eucariotas. É particularmente útil em estudos sobre a evolução porque pensa-se que terá divergido da linhagem de Saccharomyces cerevisiae entre há 300 milhões e 1 bilhão de anos, pelo que forneceria uma comparação evolutivamente distante.